# Christian Diendorfer (Komponist)

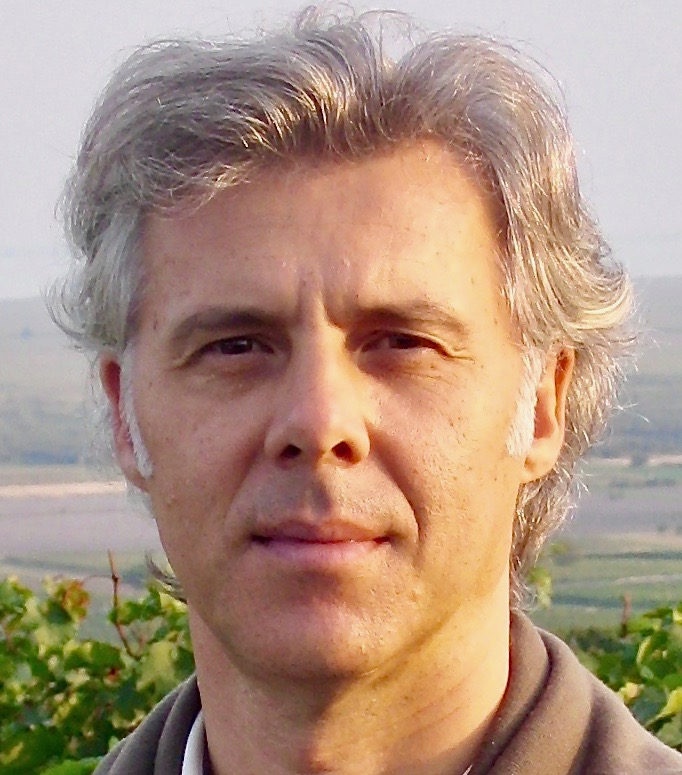
Christian Diendorfer (2006)

Christian Diendorfer (* 1957 in Mistelbach, Niederösterreich) ist ein österreichischer Komponist.

## Ausbildung
Christian Diendorfer wuchs in Oberösterreich auf und studierte Komposition bei Francis Burt und Roman Haubenstock-Ramati an der Universität für Musik und darstellende Kunst in Wien. Weiters schloss er an derselben Universität das Studium der Musikpädagogik und der Instrumentalmusikerziehung (Klavier und Blockflöte) ab. Im Rahmen eines Auslandstipendiums folgte noch ein Studienjahr an der Technischen Universität Berlin/Abteilung Elektronische Musik bei Folkmar Hein.

## Künstlerischer Werdegang
1986 war Diendorfer Teilnehmer der Kompositionswerkstatt des Steirischen Herbstes unter der Leitung von Hans Werner Henze. 1987 wurde sein Computerstück Tell Plurabelle beim Prix Ars Electronica in Linz präsentiert. 
Ab den 1990er Jahren entstanden zahlreiche Kompositionen für Ensembles, Solisten und Orchester. Viele dieser Werke wurden im Auftrag renommierter Institutionen und Festivals geschrieben, darunter das Donaufestival Niederösterreich, das Festival Hörgänge, der ORF, die Jeunesse, die Gesellschaft der Musikfreunde in Wien, sowie das Musiktheater Linz. Diendorfer arbeitete mit Orchester und Ensembles wie dem ensemble XXI. jahrhundert (Leitung: Peter Burwik), Ensemble Kontrapunkte (Peter Keuschnig), die reihe (Walter Kobéra), Ensemble Zeitfluss (Edo Micic) dem Wiener Concert-Verein, dem Wiener Kammerorchester (Sascha Goetzel), dem RSO Slowenien und dem Mozarteum Orchester Salzburg (Johannes Kalitzke), dem Opera Nova Zürich (Franz Welser-Möst) und dem Bruckner Orchester Linz zusammen.
Seine Werke wurden bei zahlreichen Festivals uraufgeführt, darunter Wien Modern, die Bregenzer Festspiele, das StART Festival Salzburg und die Hörgänge im Wiener Konzerthaus. Wichtige Aufführungsorte waren weiters der Musikverein Wien und der ORF Sendesaal.
1992 und 1996 erschienen zwei Porträt-CDs (an satz weisen und setzt fort), die seine frühe kompositorische Entwicklung dokumentieren.
2018 wurde seine erste abendfüllende Oper Die Wand, basierend auf dem gleichnamigen Roman von Marlen Haushofer (Libretto: Hermann Schneider), am Musiktheater Linz als Auftragswerk uraufgeführt. Aktuell arbeitet Diendorfer an der Oper Die Ikonen, einem Werk für Chor, Soli und großes Orchester nach Texten von Artemisia Gentileschi, Frida Kahlo und Vincent van Gogh.
Ein weiterer Schwerpunkt seiner Arbeit liegt im Bereich der Musikvermittlung: Seine Werke für Jugendliche werden international aufgeführt und sind Teil von Preisträgerkonzerten auf nationaler und internationaler Ebene. Zusätzlich realisierte er interdisziplinäre Projekte mit Klanginstallationen, Live-Visuals und multimedialen Musikabenden, etwa im Essl Museum, im Arnold Schönberg Center und im Art/Brut Center Gugging.
Christian Diendorfer lebt und arbeitet in Wien und im Salzkammergut.

## Musikalischer Stil und Arbeitsweise
Bezeichnend für Diendorfer ist die große Breite seiner kompositorischen Arbeit, in der er Klang als eigenständiges und experimentelles Medium nutzt, das weit über traditionelle Musikkonventionen hinausgeht. Seine Kompositionen zeichnen sich oft durch eine intensive Auseinandersetzung mit Sprache und Klang aus. Dabei nutzt er die menschliche Stimme als klangliches Ausgangsmaterial, ohne sie direkt zu vertonen. So entstehen Werke, die mit der Manipulation von Klangstrukturen und der Transformation von Sprache zu Musik spielen. Sein Umgang mit elektronischer Musik und Mikrotonalität erweitern noch seine Klanglandschaften, sich in seiner Musik emotional wiederzufinden ist ein zentrales Anliegen in seinem Werk wie auch die Suche nach neuen Ausdrucksmöglichkeiten.

## Auszeichnungen
Für seine Arbeiten erhielt Diendorfer Auszeichnungen und Förderungen:
- 1984: Förderungspreis des Amtes der Oberösterreichischen Landesregierung
- 1985: Förderungspreis des Theodor Körner Fonds
- 1986: Auslandsstipendium für Computermusik an der Technischen Universität Berlin
- 1991: Anerkennungspreis des Amtes der Niederösterreichischen Landesregierung
- 2015: Kompositionsförderung des Bundeskanzleramts, Sektion für Kunst und Kultur

## Werke (Auswahl)

### Solowerke, Ensembles und Vokalwerke
- Odem – vier Stücke für Altblockflöte solo (1983), Verlag Helbling, Innsbruck
- Cut (CD) – für Violoncello solo (1985) mica – music austria
- an satz weise (CD) – Saxophonquartett (1990), Verlag Doblinger-Wise Music Group
- Metal Clips (CD) – Blechbläserquintett (1990), Verlag Doblinger-Wise Music Group
- setzt fort (CD) – 2. Streichquartett (1993), Verlag Doblinger-Wise Music Group
- Hahnentritt I (CD) – für Gitarre solo (1993)
- Alleen (CD) – für Kammerensemble und Elektronik (1994), Verlag Doblinger-Wise Music Group
- Souffleusen – für Kammerensemble (1996), Verlag Doblinger-Wise Music Group
- Solarplex – für fünfzehn Streicher, 5/4/3/2/1 (1998), Verlag Doblinger-Wise Music Group
- ... ist eine spielerische Art bei Nacht – sieben Lieder nach Texten von Ernst Herbeck und Arnold Schmidt für Tenor und Ensemble(2007), Eigenverlag TUBU-PRESS
- SLEEP AND SEE – für Sprecherin und Ensemble mit Texten von Jenny Holzer (2000), Eigenverlag TUBU-PRESS
- Flügelkanon – für Klavier (2002), Verlag Doblinger-Wise Music Group
- PSI Song – Cembalo (2010), Eigenverlag TUBU-PRESS
- Hubano Arien – fünf Arien nach Texten von Ernst Herbeck für Männerstimme und Ensemble: Tenor, Fl, Kl, Hrn, Pos, Vla, Kb, Hrf, (2011), Eigenverlag TUBU-PRESS

### Orchesterwerke
- Double – für großes Orchester (1999), Verlag Doblinger-Wise Music Group
- Electric PSI – Cembalokonzert für E-Cembalo (elektrisch verstärkt) und Kammerorchester (2015), Eigenverlag TUBU-PRESS
- nahe - am Wald – Mezzosopran und Kammerorchester/ensemble (2017), Eigenverlag TUBU-PRESS
- Vermeers Malkunst  – für großes Orchester, Mezzosopran und Sprecher (2019) Eigenverlag TUBU-PRESS

### Oper
- Die Wand – Kammeroper nach Marlen Haushofers Roman „Die Wand“, Libretto: Hermann Schneider für Soli, Schauspielerin, Tänzerin, Kammerchor, Kammerorchester (Ensemble) und Elektronik (2016/17), abendfüllend / Eigenverlag TUBU-PRESS
- Die Ikonen – für Soli, Chor und großes Orchester in 2 Akten nach Texten von Artemisia Gentileschi  -  Frida Kahlo  -  Vincent van Gogh (mit Ergänzungen von Christian Diendorfer und Hermann Schneider) (2021/2022) abendfüllend / Eigenverlag TUBU-PRESS

### Elektronische Musik
- tell plurabelle III – für Klavier und CD-Zuspielung (2013), Eigenverlag TUBU-PRESS
- Xatz (CD) für Saxophonquartett, Solo-Altsax und Elektronik (1991)

### Jugendliteratur und leicht spielbare Literatur
- Piano Comics I (CD) – 17 leichte Klavierstücke (1989), Verlag Helbling, Innsbruck
- Pianinis – 22 leichte Klavierstücke (1990), Verlag Doblinger-Wise Music Group, ABRSM Piano exams (2011 & 2012 Piano syllabus)
- Helikopter (CD) – für Gitarre solo (1996) / Universal Edition, Wien
- Seiten für Saiten – 6 leichte bis mittelschwere Stücke für Violoncello und Klavier (2003), Verlag Doblinger-Wise Music Group[10]